# Christian Lerch (Journalist)
Christian Lerch (* 1978 in Bregenz) ist ein österreichischer Journalist und Featureautor.

Christian Lerch bei der Award Zeremonie des Prix Europa, 20. Oktober 2017

## Leben
Lerch schreibt und produziert Radio-Features u. a. für das ORF Radio Österreich 1, Deutschlandradio Kultur, SWR und Deutschlandfunk. Er ist Redakteur für SWR Kultur und lebt und arbeitet in Berlin und Wien.
Aufgewachsen in der Bodenseestadt Bregenz begann Christian Lerch nach seinem Politikwissenschaft Studium an der Universität Wien und der Erasmus Universiteit Rotterdam am Leo Baeck Institute in New York City für ein Oral History Projekt zu forschen und tätig zu sein. Zurück in Europa begann er als freier Autor für die Radio-Österreich-1-Sendereihe Hörbilder Radiofeatures zu schreiben und zu produzieren.
Sein Radio-Feature Verkauft! (ORF/SWR/WDR) über vier uigurische Männer, die als angebliche Terroristen an die CIA verkauft und für vier Jahre im Gefangenenlager Guantanamo Bay inhaftiert wurden, wurde im Jahr 2010 mit dem Featurepreis der Stiftung Radio Basel ausgezeichnet und als Hörbuch publiziert.
Lerch schreibt unter anderem für die österreichischen Zeitungen Der Standard und Wiener Zeitung sowie für das russische Wochenmagazin Ogonjok.
Er ist Mitbegründer des Wiener Medienbüros und war 2010 Mitherausgeber von kaptransmissions des multimedialen Webjournals zur Fußball-WM in Südafrika.
Im Jahr 2013 wurde Christian Lerch mit dem Thema „Die 1000 Augen der Stadt. Kontrolle und Überwachung einer Metropole“ Fellow am European Journalism Fellowship der FU Berlin.
Gemeinsam mit dem mehrfach ausgezeichneten Hörspiel Regisseur Matthias Kapohl produzierte Lerch mit „Bi-Normal“ 2015 eines der ersten binaural Radiofeature für den WDR und den ORF. Durch die binaurale Technik konnten sie Audio in den 3D Raum transferieren, um auf diese Art ein Crossover von Hörspiel und Feature zu realisieren.
Mit dem Feature #illegaledrogentöten (Deutschlandradio Kultur/ORF) schloss Lerch im Herbst 2016 seine Drogen-Trilogie ab. Eine Fernsehserie, die sich mit den Auswirkungen der weltweiten Antidrogenpolitik auf Konsumenten-, Transit- und Produktionsländer illegaler Drogen beschäftigt. Erstmals wurden dabei in einem Radiofeature social media Kommentare live in eine Sendung miteinbezogen.
Für das Kunsthistorische Museum Wien konzipierte und kuratierte Lerch den Podcast „six seasons“, bei dem sechs Bilder der berühmten Gemäldesammlung als Rohstoff für fiktionales auditives Storytelling dienen (u. a. mit Ann Cotten, Mark von Schlegell, Hanno Millesi, Yasaman Hasani). Der Podcast ist zur Kunstvermittlung und -wahrnehmung in der permanenten Ausstellung des Kunsthistorischen Museum Wien.
In seinem Hörspiel „Kommt gestern morgen“ (2023) reflektiert Lerch auf poetische, oftmals widerspenstige Weise zeitgenössische Konflikte und legt Emotionszustände offen. Anlässlich von Alexander Kluges 90-jährigen Geburtstag würdigte der Autor die Texte, Filme und Werke des europäischen Denkers und Philosophen.
2025 war Lerch Co-Produzent der Serie „Sockenpuppenzoo“. Der ARD Podcast untersucht die Aktivitäten der rechten Sockenpuppen "Rosa-Liebknecht-Zoo", die versuchte, die deutschsprachige Wikipedia politisch zu manipulieren. Durch investigative Recherchen beleuchtet die Dokumentation die Strategien der Gruppe, unter anderem den Einsatz von Sockenpuppen-Konten und koordinierter Bearbeitung und machte auf die umfassenderen Probleme ideologischer Einflussnahme auf Online-Wissensplattformen aufmerksam.
Neben seiner Tätigkeit als Redakteur und Journalist ist er Gastdozent an der Universität Konstanz, und unterricht Storytelling und Recherche im Audio-Journalismus.

## Auszeichnungen
Das Radiofeature #illegaledrogentöten wurde bei den internationalen New York Festivals für die besten Radioprogramme 2017 mit dem silbernen Award prämiert.
Für „Papa, wir sind in Syrien“ (RBB/WDR) wurde Christian Lerch in Berlin mit dem europäischen Medienpreis Prix Europa für die Beste Europäische Radio Dokumentation 2017 ausgezeichnet. Das Radiofeature begleitet einen Vater auf der Suche nach seinen beiden Söhnen, die sich dem sogenannten Islamischen Staat / DAESH in Syrien angeschlossen haben.
- 2006 Hans Nerth – Stipendium für Feature Autoren[15]
- 2008 Åke-Blomstroem-Award der European Broadcasting Union EBU[16]
- 2010 Nominierung CNN Journalist Award
- 2010 Nominierung Dr.-Karl-Renner-Publizistikpreis
- 2010 Featurepreis der Stiftung Radio Basel
- 2011 Nominierung CNN Journalist Award
- 2011 Nominierung Dr.-Karl-Renner-Publizistikpreis
- 2014 Prix Europa Investigativer Radiojournalismus 4. Preis
- 2017 Beste Hördokumentation DOKKA (Internationales Dokumentarfestival Karlsruhe)[17]
- 2017 Prix Europa Beste Europäische Radio Dokumentation 2017[18]

## Werke
- Verkauft! (Hörbuch). Merian Verlag 2010, ISBN 978-3-85616-451-5.[19]
- Glanz und Verderben. Die unheimliche Konjunktur des Kristallinen. Essayband Hrsg. von Vitus H. Weh. Folio Verlag 2009, ISBN 978-3-85256-479-1.[20]
- Bi-Normal. Grenzbereiche des Bipolaren (Radiofeature)[21]
- Illegale Drogen töten (Radiofeature), DLR/ORF, 2016[22]
- Erlöser des Kunstmarktes (Radiofeature), ORF/BR, 2018[23]
- Anthropogen Schwarz (Radiofeature), DLF, 2019[24]
- six seasons (Hörspiel Podcast) ORF/KHM, 2019[25]
- Kommt gestern morgen (Hörspiel) ORF, 2022[26]